# Bambang Pamungkas
Bambang Pamungkas (ur. 10 czerwca 1980 w Salatidze) – piłkarz indonezyjski grający na pozycji napastnika.

## Kariera klubowa
Karierę piłkarską Pamungkas rozpoczął w klubie Persija Dżakarta. W 1999 roku zadebiutował w jego barwach w indonezyjskiej pierwszej lidze. W debiutanckim dla niego sezonie 1999/2000 został królem strzelców ligi z 24 golami na koncie. Po tym sukcesie Indonezyjczyk odszedł do holenderskiego trzecioligowego klubu EHC Norad. Po sezonie gry w tym klubie wrócił do ojczyzny, do Persiji Dżakarta. W 2001 roku wywalczył z nią mistrzostwo kraju i został uznany Piłkarzem Roku w Indonezji. W Persiji grał do końca 2004 roku.
Na początku 2005 roku Pamungkas przeszedł do malezyjskiego klubu Selangor FA. Tam podobnie jak w Persiji był jednym z najlepszych strzelców i od 2005 do 2007 roku strzelił 39 bramek w malezyjskiej lidze. W 2005 roku wywalczył mistrzostwo Premier League oraz zdobył Puchar Malezji i Puchar Malezyjskiej Federacji Piłkarskiej. W 2007 roku Indonezyjczyk wrócił do Persiji Dżakarta. W 2014 roku grał w Pelita Bandung Raya. W 2015 wrócił do Persiji.

## Kariera reprezentacyjna
W reprezentacji Indonezji Pamungkas zadebiutował 2 lipca 1999 roku w zremisowanym 2:2 towarzyskim spotkaniu z Litwą i w debiucie zdobył gola. W 2000 roku zagrał w Pucharze Azji 2000. Jego dorobek na tym turnieju to jeden mecz, z Chinami (0:4). W 2004 roku wystąpił w 2 meczach Pucharu Azji 2004: Katarem (2:1) i z Bahrajnem (1:3). Z kolei w 2007 roku został powołany przez selekcjonera Iwana Kolewa do kadry na Puchar Azji 2007. Na tym turnieju rozegrał 3 spotkania: z Bahrajnem (2:1 i gol w 64. minucie), z Arabią Saudyjską (1:2) i z Koreą Południową (0:1). Ma najwięcej występów i najwięcej zdobytych bramek w historii reprezentacji Indonezji.